# Люсі Міннігероде
Люсі Міннігероде (1871–1935) — американська медсестра, засновниця Корпусу медсестер Служби охорони здоров'я США.

## Життєпис
Народилася 8 лютого 1871 року в місті Мідлберзі, штат Вірджинія (США) в багатодітній родині Чарльза Міннігероде (Charles E. Minnigerode) та його дружини Вірджинії Пауелл (Virginia Cuthbert Powell Minnigerode), що мають німецьке коріння. Її батько в період Громадянської війни в США служив в Армії Конфедеративних Штатів Америки. Люсі була онукою Чарльза Фредеріка Міннігероде, який утік з Німеччини до США в 1830-х роках. Її старша сестра Маріетта Ендрюс стала відомою американською художницею.
Люсі відвідувала Арлінгтонський інститут (Arlington Institute) та школу для дівчаток в Александрії, штат Вірджинія. Потім навчалася на медсестру в нью-йоркській лікарні Белв'ю, завершивши навчання в 1905 році.
З 1910 по 1914 рік Люсі Міннігероде працювала старшою медсестрою в Єпископальній лікарні Вашингтона. Після початку першої світової війни вона приєдналася до Американського Червоного Хреста і працювала в одній з лікарень Києва, будучи старшою медсестрою під керівництвом інспектора Гелени Хей. З 1915 по 1917 рік Люсі Міннігероде керувала окружною жіночою лікарнею у Вашингтоні.
Потім Люсі Міннігероде приєдналася до колективу Клари Ноєс у штаб-квартирі Американського Червоного Хреста в цьому місті. 1919 року Міннігероде здійснювала перевірку та готувала звіт про діяльність лікарень Державної служби охорони здоров'я США та пізніше була призначена суперінтендантом нового відділу (корпусу) медсестер при Державній службі охорони здоров'я. Одним із її перших завдань був набір медсестер для роботи у госпіталях ветеранів війни. Люсі Міннігероде також очолювала секцію «Медсестри в уряді» Американської асоціації медсестер.
Померла Люсі Міннігероде 24 березня 1935 року в Александрії (за іншими даними у Ферфаксі), штат Вірджинія в США на 65-му році життя. Була похована на кладовищі Sharon Cemetery в Мідлберзіц штату Вірджинія.

## Відзнаки

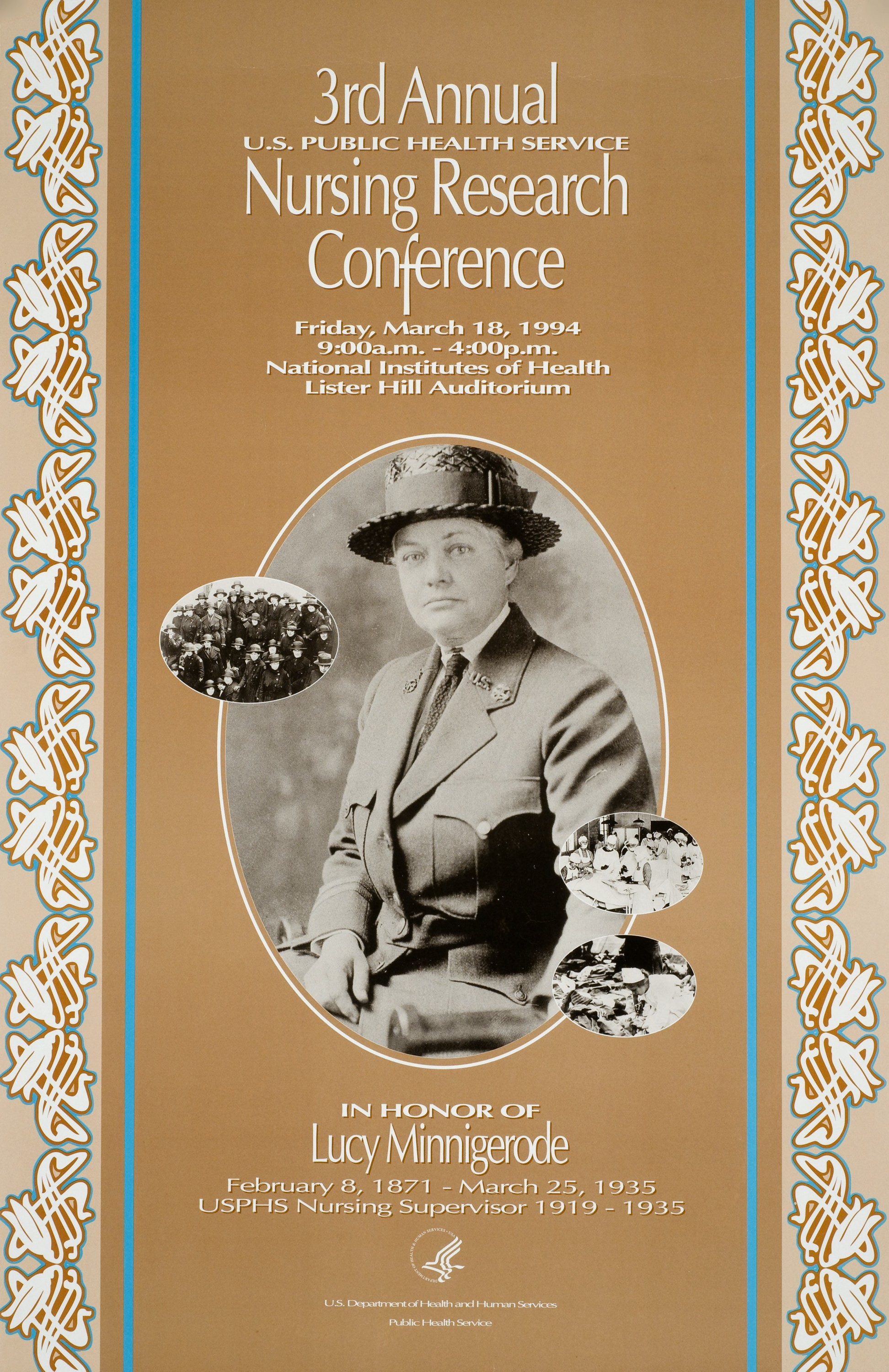
Третя конференція медсестер Служби охорони здоров'я США, 1994

Люсі Міннігероде була восьмою за рахунком американською лауреаткою медалі імені Флоренс Найтінгейл, яку присуджує Міжнародний комітет Червоного Хреста (1925). Також була нагороджена російським орденом Святої Анни.
Американська асоціація медсестер заснувала Меморіальний фонд Люсі Міннігероде (Lucy Minnigerode Memorial Fund) незабаром після її смерті. Також на її честь було названо п'ять премій за відмінну медичну допомогу (Minnigerode Awards for Nursing Excellence), які присуджує Служба охорони здоров'я США.
У 1994 році науково-дослідна конференція медсестер Служби охорони здоров'я США вшанувала Люсі Міннігероде, а її зображення використовували як плакат заходу.